# 246. peruť RAF
246. peruť (anglicky No. 246 Squadron) byla peruť Royal Air Force.

## Historie

### První světová válka
Peruť byla zformována 18. srpna 1918 na bývalé základně Royal Naval Air Service v anglickém Seaton Carew jako námořní hlídková jednotka. Jednalo se o jedinou peruť Royal Air Force provozující stroje Blackburn Kangaroo. Základna byla zrušena a peruť rozpuštěna dle některých zdrojů v květnu 1919 a dle jiných 15.:s.314 nebo 24. března:s.80 téhož roku.

### Druhá světová válka
Peruť byla reaktivována 1. září 1942 v Bowmore na Islay s výbavou létajícími čluny Short Sunderland, s nimiž od prosince zahájila operační činnost, ale již 30. dubna 1943 byla opět rozpuštěna.:s.80

### Konec války a poválečné období
Peruť byla znovu aktivována 11. října 1944 na základně RAF Lyneham jako transportní jednotka vyzbrojená letouny Consolidated Liberator a v prosinci téhož roku byla přeložena na letiště RAF Holmsley South. V cvičné a pokusné úloze jednotka užívala i stroje Handley Page Halifax, a v prosinci 1944 začal útvar přebírat letouny Avro York. V únoru 1945 byly do peruti na základně RAF Northolt začleněny i letka VVIP a „Metropolitní spojovací peruť“ (Metropolitan Communications Squadron). V listopadu 1945 byly z výzbroje jednotky vyřazeny Halifaxy a peruť na krátké období obdržela letouny Douglas Skymaster. V roce 1945 byla posléze její výzbroj sjednocena na typ Avro York a peruť provozovala pravidelnou přepravu do Indie a na Střední východ až do 15. října 1946 kdy byla sloučena s 511. perutí.:s.80

## Užívaná letadla
| Od            | Do            | Letadlo                      | Varianta       |
| ------------- | ------------- | ---------------------------- | -------------- |
| Srpen 1918    | Březen 1919   | Short 184                    |                |
| Srpen 1918    | Říjen 1918    | Sopwith Baby                 |                |
| Srpen 1918    | Říjen 1918    | Royal Aircraft Factory F.E.2 | F.E.2b         |
| Srpen 1918    | Listopad 1918 | Short 320                    |                |
| Srpen 1918    | Listopad 1918 | Blackburn Kangaroo           |                |
| Říjen 1942    | Duben 1943    | Short Sunderland             | Mk.II a Mk.III |
| Říjen 1944    | Listopad 1945 | Consolidated Liberator       | Mk.III a Mk.VI |
| Listopad 1944 | Únor 1947     | Handley Page Halifax         | Mk.III         |
| Prosinec 1944 | Říjen 1946    | Avro York                    | C.1            |
| Duben 1945    | Červenec 1945 | Douglas Skymaster            | Mk.I           |

(údaje dle:):s.315:s.79–80